# Ribeirão Grande
Ribeirão Grande is een gemeente in de Braziliaanse deelstaat São Paulo. De gemeente telt 6.992 inwoners (schatting 2009).

## Aangrenzende gemeenten
De gemeente grenst aan Capão Bonito, Eldorado, Guapiara en Iporanga.